# Miss Universo 1974
Miss Universo 1974, ventitreesima edizione di Miss Universo, si è tenuta presso il Folk Arts Theater di Manila, nelle Filippine il 21 luglio 1974. L'evento è stato presentato da Bob Barker. Amparo Muñoz, Miss Spagna, è stata incoronata Miss Universo 1974.

## Risultati

### Piazzamenti
| Risultato finale   | Concorrente |
| ------------------ | --- |
| Miss Universo 1974 | - Spagna - Amparo Muñoz |
| 2ª classificata    | - Galles - Helen Elizabeth Morgan |
| 3ª classificata    | - Finlandia - Johanna Raunio |
| 4ª classificata    | - Colombia - Ella Cecilia Escandon |
| 5ª classificata    | - Aruba - Maureen Ava Vieira |
| Top 12             | - Filippine - Guadalupe Sanchez - Francia - Louise Le Calvez - India - Shailini Bhavnath Dholakia - Inghilterra - Kathleen Ann Anders - Panama - Jasmine Nereida Panay - Porto Rico - Sonia María Stege Chardón - Stati Uniti - Karen Morrison |

### Riconoscimenti speciali
| Riconoscimento        | Concorrente                   |
| --------------------- | ----------------------------- |
| Best National Costume | - Corea del Sud - Kim Jae-kyu |
| Miss Congeniality     | - Islanda - Anna Bjornsdóttir |
| Miss Photogenic       | - Finlandia - Johanna Raunio  |
| Miss Top Model        | - Francia - Louise Le Calvez  |

## Concorrenti
- Argentina - Leonor Guggini Celmira
- Aruba - Maureen Ava Vieira
- Australia - Yasmin May Nagy
- Austria - Eveline Engleder
- Bahamas - Agatha Elizabeth Watson
- Belgio - Anne-Marie Sophie Sikorski
- Bermuda - Joyce Ann De Rosa
- Bolivia - Teresa Isabel Callau
- Brasile - Sandra Guimaraes De Oliveira
- Canada - Deborah Tone
- Cile - Jeannette Rebecca Gonzalez
- Cipro - Andri Tsangaridou
- Colombia - Ella Cecilia Escandon Palacios
- Corea del Sud - Kim Jae-kyu
- Costa Rica - Rebeca Montagne
- Curaçao - Catherine Adelle De Jongh
- El Salvador - Ana Carlota Araujo
- Filippine - Guadalupe Cuerva Sanchez
- Finlandia - Riitta Johanna Raunio
- Francia - Louise Le Calvez
- Galles - Helen Elizabeth Morgan
- Germania - Ursula Faustle
- Giamaica - Lennox Anne Black
- Giappone - Eriko Tsuboi
- Grecia - Lena Kleopa
- Guam - Elizabeth Clara Tenorio
- Honduras - Etelinda Mejia Velasquez
- Hong Kong - Jojo Cheung
- India - Shailini Bhavnath Dholakia
- Indonesia - Nia Kurniasi Ardikoesoema
- Inghilterra - Kathleen Ann Celeste Anders
- Irlanda - Yvonne Costelloe
- Islanda - Anna Bjornsdottir
- Isole Vergini Americane - Thelma Yvonne Santiago
- Israele - Edna Levy
- Italia - Loretta Persichetti
- Jugoslavia - Nada Jovanovsky
- Libano - Laudy Salim Ghabache
- Liberia - Maria Yatta Johnson
- Lussemburgo - Giselle Anita Nicole Azzeri
- Malaysia - Lily Chong
- Malta - Josette Pace
- Messico - Guadalupe Del Carmen Elorriaga Valdez
- Nicaragua - Fanny Duarte De Leon Tapia
- Nuova Zelanda - Dianne Deborah Winyard
- Panama - Jazmine Nereida Panay
- Paraguay - Maria Angela Zulema Medina
- Porto Rico - Sonia Maria Stege Chardon
- Portogallo - Anna Paula Machado Moura
- Rep. Dominicana - Jacqueline Candina Cabrera
- Scozia - Catherine Robertson
- Senegal - Thioro Thiam
- Singapore - Angela Teo
- Spagna - Amparo Muñoz Quesada
- Sri Lanka - Melani Irene Wijendra
- Stati Uniti - Karen Jean Morrison
- Suriname - Bernadette Werners
- Svezia - Eva Christine Roempke
- Svizzera - Christine Lavanchy
- Thailandia - Benjamas Ponpasvijan
- Trinidad e Tobago - Stephanie Lee Pack
- Turchia - Simiten Gakirgoz
- Uruguay - Mirta Grazilla Rodriguez
- Venezuela - Neyla Chiquinquira Moronta Sangronis